# LINE BLOG
LINE BLOG（ラインブログ）は、LINE株式会社が提供していたブログサービスである。
2014年11月、LINE公式ブログとして著名人向けにサービス開始。同年12月、サービス名称をLINE BLOGへ改称。
2016年11月、一般ユーザーにも開放され、LINEユーザーなら誰でも開設可能となる。
2023年1月30日、インターネット市場の変化に伴う事業の選択と集中を行うことを理由として、同年6月29日でサービスを終了することを発表した。同業サービスであるAmebaブログやライブドアブログへのデータ移行ツールの提供を予定している。
2023年6月29日14時をもってサービスを終了した。

## LINE BLOGに開設していた著名人

### 第1弾
第1弾には以下の著名人がLINE BLOGを開設した：
- アローディア
- 清原亜希
- GReeeeN
- 小森純
- 椎名ひかり
- 鈴木奈々
- 藤井リナ
- 舟山久美子
- MEGBABY
- 山本舞香

### 第2弾
第2弾には以下の著名人がLINE BLOGを開設した：
- 中川翔子
- BENI
- 出岡美咲
- ねごと
- 鈴木奈々
- イ・ミンホ
- miss A
- Wonder Girls
- ZE:A

### 第3弾
第3弾には以下の著名人がLINE BLOGを開設した：
- 足立梨花
- 入夏
- ヴィエンナ
- HY
- 大倉士門
- 川鍋朱里
- 倉木麻衣
- なつぅみ
- 斉藤夏海
- 武田玲奈
- 西川瑞希
- ねごと
- WHITE JAM

### 第4弾
第4弾には以下の著名人がLINE BLOGを開設した：
- M&ジェイラビ
- OK Go
- GRANRODEO
- クルム伊達公子
- 篠原ともえ
- 住岡梨奈
- 手塚翔太
- 徳田耕太郎
- 前園真聖
- 松本鈴香
- WORLD ORDER